# 拉杜白鮭
拉杜白鮭，為輻鰭魚綱鮭形目鮭科的一種，為溫帶淡水魚，分布於俄羅斯拉多加湖流域，體長可達43公分，棲息在底中層水域，以浮游生物為食，生活習性不明。